# 7017 Uradowan
7017 Uradowan eller 1992 CE2 är en asteroid i huvudbältet som upptäcktes den 1 februari 1992 av den japanska astronomen Tsutomu Seki vid Geisei-observatoriet. Den är uppkallad efter Uradobukten i Japan.